# Harald Seeger
Harald Seeger (Brandenburg, 1922. április 1. – Wandlitz,  2015. május 18.) német labdarúgó, sportvezető, edző. A keletnémet válogatott szövetségi kapitánya 1967 és 1969 között.

## Pályafutása
1937-ben a Brandenburger SC csapatában kezdte a labdarúgást, ahol 1939-ben jobbszélsőként mutatkozott be az első csapatban és 1942-ig szerepelt az együttesben. A második világháború befejezése után a népi rendőrség csapatánál az SG Volkspolizei Nord Brandenburgnál játszott 1948-ig. 1949–50-ben a ZSG Einheit Kyritz játékos-edzője volt.
1952 és 1954 között az Állami Testnevelési és Sport Bizottságnál (Staatlichen Komitee für Körperkultur und Sport) dolgozott. 1952–53-ban az Einhelt Potsdam labdarúgócsapatának a szakosztályvezetője volt. 1954-től kezdett főállású edzőként dolgozni. 1958-ban a kelet-berlini SV Treptow 46 vezetőedzője volt. 1959 és 1962 között az első osztályú ASK Vorwärts Berlin szakmai munkáját irányította és az 1960-as és 1961–62-es idényben bajnokságot nyert a csapattal.
1963-tól a Keletnémet Labdarúgó-szövetség edzői karának a tagja lett, ahol először az ifjúsági válogatott szakmai munkáját irányította. Segítője Manfred Pfeifer volt. Az 1965-ben Nyugat-Németországban megrendezett ifjúsági Európa-bajnokságot megnyerte a válogatottal, amelynek tagja volt többek között Jürgen Sparwasser és Hans-Jurgen Kreische is.
1967. december 6-án nevezték ki az NDK labdarúgó-válogatottjának a szövetségi kapitányának, amely poszton Sós Károlyt váltotta. Összesen 15 mérkőzésen irányította a csapatot és mérleg öt-öt győzelem, döntetlen és vereség volt. 1969. november 22-én a válogatott 3–0-s vereséget szenvedett az Olaszországtól és így nem sikerült kvalifikálnia magát az 1970-es mexikói világbajnokságra. 1970. január 1-jével Georg Buschner váltotta Seegert a szövetségi kapitányi poszton.
Az 1970–71-es idényt az első osztályú 1. FC Union Berlin csapatának a vezetőedzőjeként kezdte. Az együttessel ebben a szezonban az ötödik helyen végzett, amely az egyesült történetének legjobb eredménye volt a keletnémet bajnokságban. 1972-ben a berlini klubnál fejezte be az edzői pályafutását.

## Sikerei, díjai
ASK Vorwärts Berlin
- Keletnémet bajnokság (Oberliga)
  - bajnok: 1960, 1961–62